# Jealousy (Loudness)
Jealousy è un EP dei Loudness pubblicato nel 1988 per l'etichetta discografica Warner Bros. Records. La versione europea edita dall'etichetta Wonded Bird Records presenta anche il singolo Slap in the face del 1991 che non rientra nella versione giapponese originale.

## Tracce
1. Jealousy
2. Long Distance Love
3. Good Things Going
4. Die Of Hunger
5. Heavier Than Hell
6. Dreamer And Screamer

Nella ristampa del 2005 pubblicata dalla casa discografica statunitense Wounded Bird Records è stato incluso nello stesso cd anche il maxi singolo Slap In The Face del 1991, con Mike Vescera alla voce:
1. Slap In The Face - (Edit Version)
2. Down 'N' Dirty - (live)
3. Playin' Games - (live)
4. Find A Way - (live)